# サッカーカスティーリャ・レオン州代表
サッカーカスティーリャ・レオン州代表（サッカーカスティーリャ・レオンしゅうだいひょう、スペイン語: Selección de fútbol de Castilla y León）は、スペイン・カスティーリャ・イ・レオン州におけるサッカーの選抜チーム。スペインの一地方の選抜チームであり、欧州サッカー連盟(UEFA)や国際サッカー連盟(FIFA)に加盟していないため、UEFA欧州選手権やFIFAワールドカップなどの国際大会への出場資格はない。
1923年4月2日にカスティーリャ・イ・レオン地方サッカー連盟(FCYLF)が結成されたが、1998年の連盟75周年記念試合（アラゴン州との親善試合）まで試合を行ってこなかった。代表レベルの試合はアラゴン州代表との間に2戦行い、1敗1分けの成績となっている。
代表チームとは別に、アマチュア選抜チームも結成され、UEFAリージョンズカップに出場している。2009年大会で決勝でオルテニア（ルーマニア）を2-1で下し、優勝を果たした。

## 試合一覧

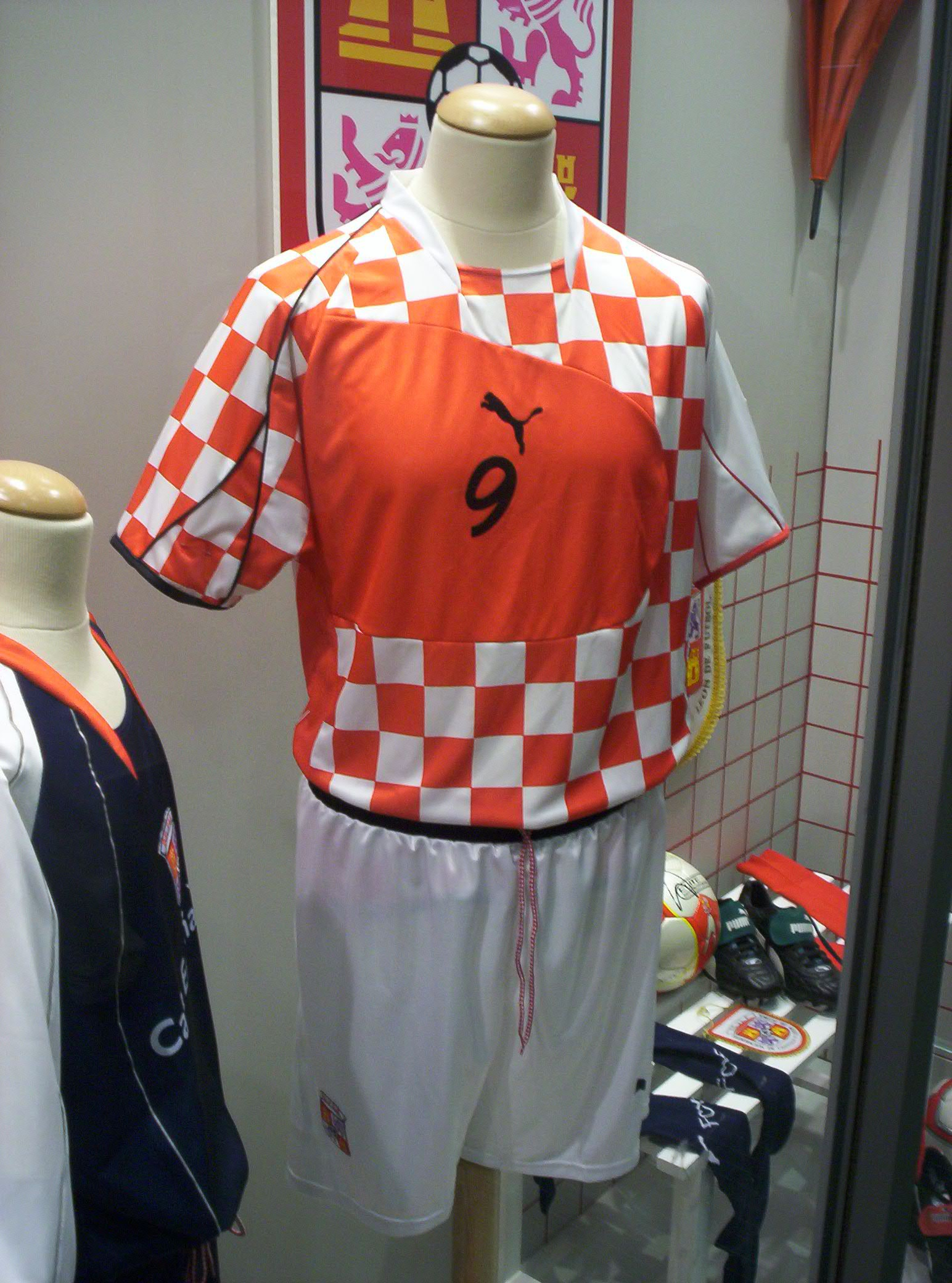
代表のユニフォーム（写真）

| 日付          | 場所     | ホームチーム             | スコア | アウェーチーム           |
| ------------- | -------- | ------------------------ | ------ | ------------------------ |
| 1998年5月19日 | ソリア   | カスティーリャ・レオン州 | 1-1    | アラゴン州               |
| 2002年6月1日  | サラゴサ | アラゴン州               | 3-0    | カスティーリャ・レオン州 |

## 歴代代表選手
- エウセビオ・サクリスタン・メナ
- ルベン・バラハ
- オスカル・ハビエル・ゴンサレス・マルコス